# Подимове (Березанський район)
Подимове — колишнє село в Березанському районі Миколаївської області.

## Стислі відомості
В часі Голодомору 1932—1933 років від нелюдської смерті помирали люди. Кількість жертв не встановлена..